# Rozvodna Milín
Rozvodna Milín (zkratkou MIL) se nachází na území obce Zbenice asi 10 km jihovýchodně od Příbrami, v okrese Příbram v Středočeském kraji. Je jednou z šesti uzlových rozvoden v kraji. Provozuje se v napěťových hladinách 220 a 110 kV.

## Význam
Rozvodna Milín patří k nejvýznamnějším rozvodnám v Středočeském kraji. Je zde přiváděna elektřina z elektrárny Orlík. Část 220 kV provozuje ČEPS, a.s, část 110 kV provozuje ČEZ.

## Historie
Rozvodna byla založena v roce 1960 v souvislosti s výstavbou Orlické přehrady a pro zlepšení dodávek elektřiny v kraji. Do rozvodny byla připojena linka z rozvodny Sokolnice. V roce 1963 bylo postaveno jednoduché vedení do rozvodny Přeštice.
V současné době (2023) se plánuje výstavba nové rozvodny 400 kV.

## Popis

### Napěťové hodnoty
Rozvodna je provozována v napěťových hodnotách 220 kV a 110 kV. Hladinou 220 kV jsou spojeny rozvodny Tábor, Přeštice, Čechy Střed a do roku 1998 také rozvodna Mydlovary. Na této hladině je přiváděna elektřina z elektrárny Orlík.

### Transformátory
Transformace 220/110 kV je zajištěna soustavou jednofázových transformátorů.

### Vedení
Do rozvodny jsou zaústěna následující vedení:

#### Vedení 220 kV – VVN – velmi vysoké napětí
- Dvojité vedení V001/V002 EORL – Milín
- Jednoduché vedení V204 Milín – Tábor
- Jednoduché vedení V208 Milín - Čechy Střed
- Jednoduché vedení V216 Přeštice – Milín

##### Bývalá vedení 220 kV
- Jednoduché vedení V219 Mydlovary - Milín (zrušeno v roce 1998)

##### Plánovaná vedení 400 kV
- Dvojité vedení V001/V002 EORL - Milín (plánuje se přestavba na 400 kV)
- Dvojité vedení V475/V477 Kočín - Milín/Milín - Řeporyje

## Plánovaný rozvoj
V následujících letech se plánuje výstavba rozvodny 400/220 kV a instalace transformátoru T401. Dále se plánuje přestavba linky V001/V002 na 400 kV a připojení linky V475 z Kočína do Řeporyje. Do roku 2040 bude rozvodna 220 kV odstavena.